# Appoggiatura
Appoggiatura (von italienisch appoggiare ‚anlehnen‘), deutsch Vorschlag, bezeichnet eine Verzierung in der Instrumental- und Vokalmusik.
Sie besteht aus einem oder mehreren Tönen, die zwischen zwei Melodietönen eingeschoben werden
(oft Ober- oder Untersekunde) und meist als Legato miteinander verbunden werden. Die Verzierung kann auf den Schlag der Hauptnote erfolgen und verkürzt diese dann entsprechend, oder vor der Hauptnote, und verkürzt dann die vorausgehende Note.
Vorschläge werden oft als kleine Noten notiert, können aber auch als normale Noten ausgeschrieben sein.
Man unterscheidet in der alten spanischen Musikliteratur (etwa in Werken von Gaspar Sanz) eine aufsteigende Appoggiatura (apoyamento, italienisch appoggiamento) von einer absteigenden (esmorsata, italienisch smorsiato).

## Taktposition und Länge
Um die Mitte des 18. Jahrhunderts werden Regeln aufgestellt, auf welcher Taktposition und mit welcher Länge Vorschläge, die als kleine Note notiert sind, gesungen bzw. gespielt werden sollen.
Johann Joachim Quantz unterscheidet dazu zwischen „anschlagenden“ Vorschlägen, die auf der Taktposition der Hauptnote beginnen, und „durchgehenden“ Vorschlägen, die vor dieser Position erfolgen (ihm zufolge eine „französische Spielart“).
Carl Philipp Emanuel Bach hingegen fordert, dass jeder Vorschlag grundsätzlich auf der Taktposition der Hauptnote beginnen soll. Er unterteilt die Vorschläge in „veränderliche“, deren Länge aus dem rhythmischen Wert der Hauptnote abgeleitet werden soll, und „unveränderliche“, die „allezeit kurz abgefertigt werden“. Leopold Mozart spricht stattdessen schlicht von „langen“ und „kurzen“ Vorschlägen.
Einig sind sich diese Autoren aber darüber, dass der lange (anschlagende, veränderliche) Vorschlag:
- die Hälfte der Hauptnote (Beispiel a),
- bei einer punktierten Hauptnote zwei Drittel ihres Wertes (Beispiel b),
- bei einer Hauptnote vor einer Pause ihren gesamten Wert (Beispiel c), und
- bei Hauptnoten, die durch einen Haltebogen verlängert sind, den Wert bis zu diesem Bogen (Beispiel d)

einnehmen soll:
Der Geltungsbereich dieser Regeln ist allerdings umstritten. So fragt sich u. a., inwiefern die Regeln Carl Philipp Emanuel Bachs auch auf die Musik seines Vaters anzuwenden sind.

## Artikulation und Dynamik
Für den langen Vorschlag fordern Vortragslehren um 1750 neben der Verbindung zur Hauptnote im Legato außerdem, dass er lauter als die Hauptnote ausgeführt wird bzw. ein Crescendo erhält. Die Spielweise, bei der die Hauptnote zudem deutlich in Lautstärke zurückgenommen wird, wird in einigen Traktaten „Abzug“ genannt.
Ab dem 19. Jahrhundert werden lange Vorschläge in der Regel ausgeschrieben. Somit wird es zur Aufgabe der Interpreten, sie im Notentext als solche zu erkennen, damit sie ihre charakteristische Artikulation und Dynamik erhalten.

## Verschiedene Arten von Appoggiatura-Intonationen auf der Gitarre
Eine Appoggiatura wird auf der Gitarre ähnlich einem Portamento entweder als Gleitbewegung („Slide“), als Pull-Off oder Hammer-on („Legatospielweise“) bzw. als Bending oder Release ausgeführt. Aus den typischen Noten, welche Gitarristen nutzen, geht nur selten die Art der Appoggiatura hervor.